# 일리에 너스타세
일리에 너스타세(루마니아어: Ilie Năstase, IPA: [iˈli.e nəsˈtase], 1946년 7월 19일 ~ )는 루마니아의 은퇴한 테니스 선수이다. 그는 1970년대 세계 테니스계의 탑플레이어 중 한 명이었으며, 1973년 8월 23일 생애 처음으로 세계 랭킹 1위에 올랐다. 그는 역대 테니스 선수 중 단/복식을 합쳐 100개 이상의 프로 대회 타이틀을 보유한 5 명의 선수들 중 한 명으로, 57개의 단식 타이틀과 51개의 복식 타이틀을 보유하고 있다. 1991년 국제 테니스 명예의 전당에 헌액된바 있는 너스타세는 그랜드 슬램 대회에서 7번 우승하였으며(단식 2회, 복식 3회, 혼합복식 2회), 마스터스 컵 대회에서도 4번 우승하였다. 2005년 테니스 매거진은 그를 지난 40년간 뛰어난 기량을 보였던 역대 선수들 중 28번째 선수로 선정했다.